# Hypoprepia plumbea
Hypoprepia plumbea är en fjärilsart som beskrevs av Edwards 1886. Hypoprepia plumbea ingår i släktet Hypoprepia och familjen björnspinnare. Inga underarter finns listade i Catalogue of Life.